# 百済村
百済村（くだらそん）は奈良県北西部、北葛城郡に属していた村。現在の広陵町東部にあたる。

## 地理
北上する葛城川と曽我川にほぼ挟まれ、集落を除くと水田地帯が広がる。

## 歴史
- 1889年（明治22年）4月1日 - 町村制の施行により、広瀬郡百済村が発足。
- 1897年（明治30年）4月1日 - 所属郡を北葛城郡に変更。
- 1955年（昭和30年）4月15日 - 馬見町、瀬南村と合併して広陵町が発足。同日百済村廃止。

## 経済

### 産業
農業
『大日本篤農家名鑑』によれば、百済村の篤農家は「平井喜一郎、玉木岩蔵、廣南清蔵、松井鹿蔵」などがいた。

## 地域

### 医療
『大日本医師名簿』によれば、百済村の医師は「竹村武治、竹村宗治、竹村貞齊」などがいた。

### 社寺
- 百済寺

## 交通
町内に鉄道路線も国道も主要地方道も通っていなかった。